# Capela de Nossa Senhora de Fátima (Cabeça Veada)
A Capela de Nossa Senhora de Fátima, igualmente conhecida como Capela da Cabeça Veada, é um monumento religioso na localidade de Cabeça Veada, na presente freguesia de Arrimal e Mendiga, no Município de Porto de Mós, em Portugal.

## Descrição e história
O santuário encontra-se na localidade de Cabeça Veada, na paróquia e antiga freguesia de Mendiga, posteriormente integrada na União de Freguesias de Arrimal e Mendiga. É dedicado a Nossa Senhora de Fátima, sendo considerado como o segundo principal templo na antiga freguesia de Mendiga. No interior destaca-se uma imagem de Nossa Senhora de Fátima, oferecida pelo Santuário de Fátima, por intermédio do padre Lopes de Sousa, que foi pároco de Mendiga. Anexo ao edifício encontra-se uma casa mortuária.
As obras começaram em 28 de Novembro de 1993, com o lançamento cerimonial da primeira pedra pelo bispo da Diocese de Leiria-Fátima, D. Serafim Ferreira e Silva. Em 14 de Maio de 1995 foi organizado um cortejo de oferendas para apoiar a construção do edifício, que teve um grande sucesso, tendo sido reunidos cerca de dez mil contos em dinheiro e materiais. A capela foi inaugurada em 5 de Maio de 1996, numa cerimónia presidida por D. Serafim Ferreira e Silva.